# Autonomic computing
 
L'autonomic computing ou informatique autonome est l'approche consistant à munir les logiciels et les matériels de garde-fous internes ou externes leur permettant de restaurer automatiquement leur fonction en cas d'altération non planifiée.
Suscitée par la croissance et complexité des systèmes informatiques, elle a été introduite par IBM en 2001 et s'inspire fortement des recherches en agents autonomes et systèmes multi-agents.

## Utilité
Les ordinateurs – et ce quel que soit le système d'exploitation utilisé – font intervenir des mécanismes d'une grande fragilité car les différents composants logiciels (ou matériels) s'appuient les uns sur les autres à la manière d'un château de cartes : il suffit qu'un composant (à la suite d'un incident, d'une erreur humaine ou d'une malveillance, etc.) soit altéré et c'est l'ensemble qui ne fonctionne plus correctement.

## Exemples d'utilisations
Ainsi, sur certains serveurs IBM, une défaillance répétée d'un bit donné dans la mémoire, bien que corrigée par l'ECC à chaque fois, conduit au remplacement automatique et instantané de ce bit par un autre de la même cellule mémoire (le dispositif ECC n'occupant pas un nombre entier d'octets, plusieurs bits de secours sont disponibles en réserve).
Un autre dispositif restaure automatiquement dans les quelques secondes un fichier vital altéré par un pirate ou par une fausse manœuvre.